# تلخک (نیشابور)

## روستای تلخک
روستای تلخک دراستان خراسان رضوی و در جنوب شرقی شهرستان نیشابور قرار دارد. این روستای کوچک و خوش آب و هوا در تقسیمات کشوری پلاک ۱۹۹ اصلی از توابع بخش مر کزی شهرستان نیشابور است.
این روستا قبلاً دارای قنات آب بود ولی این قنات در سالهای اخیر خشک شد و به جای آن یک چاه با پروانه بهره‌برداری هشتاد هکتار زمین کشاورزی را آبیاری می‌کند.

معروف‌ترین مشخصه روستا، کارگاه ریخته‌گری این روستاست طوری که حتی بعضی از مردم شهرستان این روستا را به محله ریخته‌گری می‌شناسند.
جمعیت روستا شامل چهل و نه خانوار ساکن و دوازده خانوار مهاجر (فصلی) می‌باشد که اغلب آن‌ها شغل‌هایی چون ریخته‌گری، کشاورزی، دام پروری، باغ داری و پرورش زنبور عسل را پیشه کرده‌اند.

## جمعیت
بر پایه سرشماری عمومی نفوس و مسکن در سال ۱۳۹۵ جمعیت این روستا ۲۰۸ نفر (در ۶۹خانوار) بوده‌است.